# Norbert Littkopf
Norbert Littkopf (* 26. Juli 1944 in Ulrichshorst, Usedom; † 25. Oktober 2024) war ein deutscher Judoka, der für die DDR antrat.
Er war von 1992 bis 2008 Bundestrainer des Deutschen Judo-Bundes der Damen. Sein Nachfolger war Michael Bazynski.
Mit bis zu 90 Medaillen bei Olympischen Spielen, Welt- und Europameisterschaften war er wahrscheinlich der erfolgreichste Judotrainer der Welt.

## Sportliche Laufbahn
Norbert Littkopf kam mit 14 Jahren zum Leistungssport, als er nach Rostock an eine Kinder- und Jugend-Sportschule delegiert wurde. Er kämpfte unter anderem für den SV Motor Wolgast 1949.

## Berufliche Laufbahn
Er studierte von 1963 bis 1967 Sportwissenschaft am Greifswalder Sportinstitut.
Er war seit 1978 Träger des 4. DAN.
Nach dem Studium erhielt er die Berufung zum wissenschaftlicher Mitarbeiter und Trainer an die Deutsche Hochschule für Körperkultur (DHfK) nach Leipzig, wo er am Institut für Kampfsport u. a. mit Hans Müller-Deck, Hans-Jürgen Ulbricht und Siegmund Haunschild zusammenarbeitete. In Leipzig wurde er als Trainer im Studentensport der HSG Leipzig, aber auch für die Judoka der Sportklubs SC DHfK und SC Leipzig tätig. Wegen seiner erfolgreichen Trainertätigkeit wurde er vom SC DHfK zum Ehrenmitglied ernannt. Nach der Vereinigung des Deutschen Judo-Verbandes der DDR mit dem Deutschen Judo-Bund (DJB) wurde Littkopf als sportwissenschaftlich ausgebildeter Trainer in den Trainerstab des DJB übernommen und zum Bundestrainer der Frauen-Nationalmannschaft ernannt.
Seine beruflichen Erfolge feierte Norbert „Nobsch“ Littkopf eher unbemerkt, in den entscheidenden Machtkämpfen hinter den Kulissen. Dabei immer seinen Überzeugungen treu bleibend, führte er seine Athleten mit Geduld und Einfühlungsvermögen zu 90 Medaillen bei Olympischen Spielen, Welt- und Europameisterschaften. Er wurde zweimal zu Europas Judotrainer des Jahres gewählt. Von ihm betreute Sportler waren u. a. Yvonne Böhm, Axel Lobenstein, Heide Wollert, Kerstin Thiele, Roland Borawski, Thomas Münstermann, Yvonne Wansart, Johanna Hagn, Anna-Maria Gradante, Uta Kühnen, Sandra Köppen-Zuckschwerdt, die Olympiasiegerin Yvonne Bönisch und Olympiasieger Udo Quellmalz.
Anlässlich der Wahlen zu den Sportlern des Jahres 2008 in Sachsen, wurde Norbert Littkopf für sein Lebenswerk mit der Sportkrone geehrt.
Die Laudatio hielt Boxtrainer Ulli Wegner.
Littkopf war bekannt für seine Musikalität. Dabei war er auch ein Multiinstrumentalist und spielte bis zu 10 verschiedene Instrumente.
Episch waren seine Einlagen mit der Mundharmonika zu vielen Anlässen, seine Gesangseinlagen oder sein Spiel am Flügel im Hotel, nachdem seine betreuten Sportler bei der Judo-WM 1997 vier Medaillen gewannen.